# Robert Walser
Robert Walser, född 15 april 1878 i Biel, död 25 december 1956 i Herisau, var en schweizisk tyskspråkig författare. 
Walser vistades i Berlin 1905–13, och under sin tid där skrev han ett flertal romaner, bl.a. Geschwister Tanner ('Syskonen Tanner', 1907), Der Gehülfe ('Hjälpredan', 1908) och Jakob von Gunten (1909). I sitt skrivande skildrade han, på ett starkt självbiografiskt sätt, utanförskapet och försök till anpassning, och han berömdes av samtida storheter som Robert Musil och Hermann Hesse. 
1933 lät sig Walser frivilligt intas på ett mentalsjukhus i hemlandet efter att ha drabbats av ett nervsammanbrott, och där kom han att tillbringa resten av sitt liv. Hans sista bevarade texter, i huvudsak dikter, prosa och dramatik nedtecknat med millimeterhöga bokstäver på kvitton och kuvert, skrev han åren strax innan inläggningen, under en vistelse på ett sanatorium i Bern. Dessa "mikroskrifter", som de kommit att kallas, dekrypterades och publicerades sedermera under 1980-talet. Walser avled av en hjärtinfarkt under en skogspromenad 1956.

## Svenska översättningar
- Damen vid fönstret och andra berättelser (översättning Reidar Ekner, Tiden, 1966)
- Bidrag i antologin Berömda tyska berättare (Prisma, 1966)
- Jakob von Gunten: en dagbok (översättning Ulrika Wallenström, Norstedt, 1980)
- När svaga håller sig för starka: prosastycken (urval, översättning och efterord av Peter Handberg, Interculture, 1988)
- Att vi lever i en ond värld. Bd 1, Sen prosa (urval och översättning av Peter Handberg) (Symposion, 2001)
- Att vi lever i en ond värld. Bd 2, Mikroskrifter (urval och översättning av Peter Handberg) (Symposion, 2001)
- Betydande människor kallar mig ett barn: mikroskrifter i urval (översättning av Peter Handberg) (Bokförlaget Faethon, 2019)
- Promenaden, följd av Bilden av fadern (översättning av Peter Handberg) (Bokförlaget Faethon, 2019)